# Мбуямба, Ксавье
Ксавье Тшиманга Камалуба Мбуямба (фр. Xavier Tshimanga Kamaluba Mbuyamba; род. 31 декабря 2001, Маастрихт, Нидерланды) — нидерландский футболист, защитник клуба «Волендам».

## Карьера
До 2019 года играл в академии родного города МВВ Маастрихт. В августе 2019 года перешёл в «Барселону» U19. Через год перешёл в молодёжку английского «Челси».
В августе 2022 года перешёл в основную команду «Волендама». Дебютировал в Эредивизи 9 сентября в матче с «Гоу Эхед Иглз». 14 января 2023 года забил дебютный гол в чемпионате в ворота «Валвейка».

## Достижения
«Волендам»
- Победитель Первого дивизион Нидерландов: 2024/25[нидерл.]